# Concertino voor vijf violen en piano
Het Concertino voor vijf violen en piano is een compositie van Knudåge Riisager, voltooid op 22 mei 1933.
Het concertino voor sextet kwam tot stand nadat Riisager een studie had afgerond bij Hermann Grabner uit Leipzig, een leerling van Max Reger. De Dacapo-uitgave vermeldde dat werk is geschreven in de neo-barokstijl, hetgeen voornamelijk is terug te horen in de delen 1 en 3. Het middendeel is meer geschreven in een moderne stijl. Dat komt oner meer tot uiting in dat de strijkinstrumenten sordino (gedempt) en de piano una corda bespeeld worden.
De delen:
- Allegro
- Largo
- Allegro

De première werd gegeven in Kopenhagen: Charles Senderowitz, Lilli Paulsen, Gjerd Bruhn, Lavard Friisholm, Ejvin Andersen (viool) en Otto Mortensen waren de uitvoerenden op 25 november 1933.
Er volgde al snel een nieuw concertino, opus 29 is het Concertino voor trompet en strijkorkest.